# Eugenio Martín Rubio
Eugenio Martín Rubio (Hoz de Anero, Cantabria, 14 de noviembre de 1923-Alicante, 21 de febrero de 2016) fue un meteorólogo español.

## Biografía
Licenciado en Ciencias Físicas por la Universidad de Madrid, ingresó por oposición en el entonces Instituto Nacional de Meteorología. Fue jefe de Observatorio Meteorológico, Cabecera de pista del Aeropuerto de Madrid-Barajas; jefe del departamento de Meteorología Operaciones de Vuelo en Iberia Líneas Aéreas y profesor de Meteorología Aeronáutica en el departamento de Instrucción; asesor de Dragados y Construcciones en los movimientos de la flota de dragas y en obras portuarias, como el superpuerto de Bilbao; fundador y primer presidente de la Comisión Nacional de Aerostación; fundador del Club de Aeróstatos Madrid; secretario de la Federación Nacional de Vuelo Libre (Alas Delta) en su fundación; asesor meteorológico y participante varios años en la Vuelta Aérea a España organizada por el RACE.
En los años 30 hizo excavaciones arqueológicas en la cuenca del Vinalopó, encontrándose en varios museos nacionales sus hallazgos. En los años 40 formó parte del equipo español de estudiantes que participó en la construcción de los canales de Madurodam, Miniaturstad, en La Haya y aprendió a volar en el Cerro del Telégrafo (Madrid) y a navegar en Volendam, Países Bajos. También realizó el barómetro de mercurio inventado y diseñado por el meteorólogo español Coronel Pita, que obtuvo medalla de oro en la Exposición Universal de Bruselas en 1958.
Su salto a la televisión se realizó de forma gradual, ya que entrada la década de 1960 fue llamado para sustituir durante ausencias y vacaciones al hombre del tiempo, Mariano Medina, que anunciaba predicciones diarias en la pequeña pantalla de TVE. A finales de la década de los 60 se incorpora como fijo a la plantilla de la cadena pública y durante cerca de veinte años su rostro fue conocido por los espectadores en el Telediario de la edición nocturna y por ser presentador del programa semanal El tiempo para el campo. Fue despedido en 1974, por culpa de su compañero Manuel Toharia. También fue colaborador en varias revistas, periódicos y emisoras, como La Hora, La Gaceta del Norte, Nuevo Diario, Ábrego, 3 E, Radio Juventud, Radio España y Radio Nacional de España.
Una de las anécdotas más recordadas de su trayectoria en televisión fue cuando apostó su famoso bigote a que al día siguiente llovería en Madrid. No llovió y Martín Rubio apareció en televisión sin su bigote. Al no existir entonces más que una única cadena de televisión en España, la anécdota tuvo tanta repercusión que periódicos de otros países publicaron la noticia. El Ministerio de Información y Turismo le felicitó por la propaganda internacional que había conseguido TVE y recibió cartas de ayuntamientos certificando que en sus municipios había llovido.
Fue miembro del equipo español en los campeonatos del mundo de Vuelo sin motor en Polonia 1968 y presidente del Veteran Car Club de España, en la década de los 70. También fue reconstructor de numerosos vehículos antiguos y clásicos, y organizador de rallies de coches históricos, entre ellos el Madrid-Benidorm-Madrid; organizador y participante de numerosas pruebas aeronáuticas deportivas y patroneó en diversas embarcaciones en regatas náuticas y torneos de pesca.
Vivió en Elche (Alicante), Onteniente (Valencia), Madrid, y ya jubilado, en Alicante.
Tuvo 9 hijos, entre ellos, la actriz y humorista Elena Martín Calvo; 18 nietos y 2 bisnietos.

## Reconocimientos
- 1947: Primer premio de los juegos florales de La Granja, Segovia.
- 1958: Medalla de oro en la Exposición Universal de Bruselas, por el barómetro de mercurio inventado y diseñado por el meteorólogo español Coronel Pita y realizado por Martín Rubio.
- 1968: Orden Civil del Mérito Agrícola, por su colaboración en la campaña televisiva para la prevención y extinción de incendios forestales.
- 1977: Premio Ondas Especial.
- Cruz al Mérito Deportivo Aeronáutico.
- 1986: I Insignia de Oro y Brillantes del Aerostación Club Astur.
- 1990: Designado Trasmerano Relevante de Cantabria en el año.
- I Trofeo General Vives 1996.